# Wilaya de Mila
La wilaya de Mila (en arabe: ولاية ميلة, en langue berbère: Tamaẓlayt en Mila) est une province algérienne située dans le Nord-Est de l'Algérie.

## Géographie

### Localisation
La wilaya de Mila est située dans le nord-est algérien, elle est délimitée :
- au nord, par les wilayas de Jijel et de Skikda ;
- à l'est, par la wilaya de Constantine ;
- au sud, par les wilayas de Batna et d'Oum-El-Bouaghi ;
- à l'ouest, par la wilaya de Sétif.

|                 | Wilaya de Jijel, Wilaya de Skikda         |                       |
| Wilaya de Sétif | wilaya de Mila                            | Wilaya de Constantine |
|                 | Wilaya de Oum-El-Bouaghi, Wilaya de Batna |                       |

### Relief

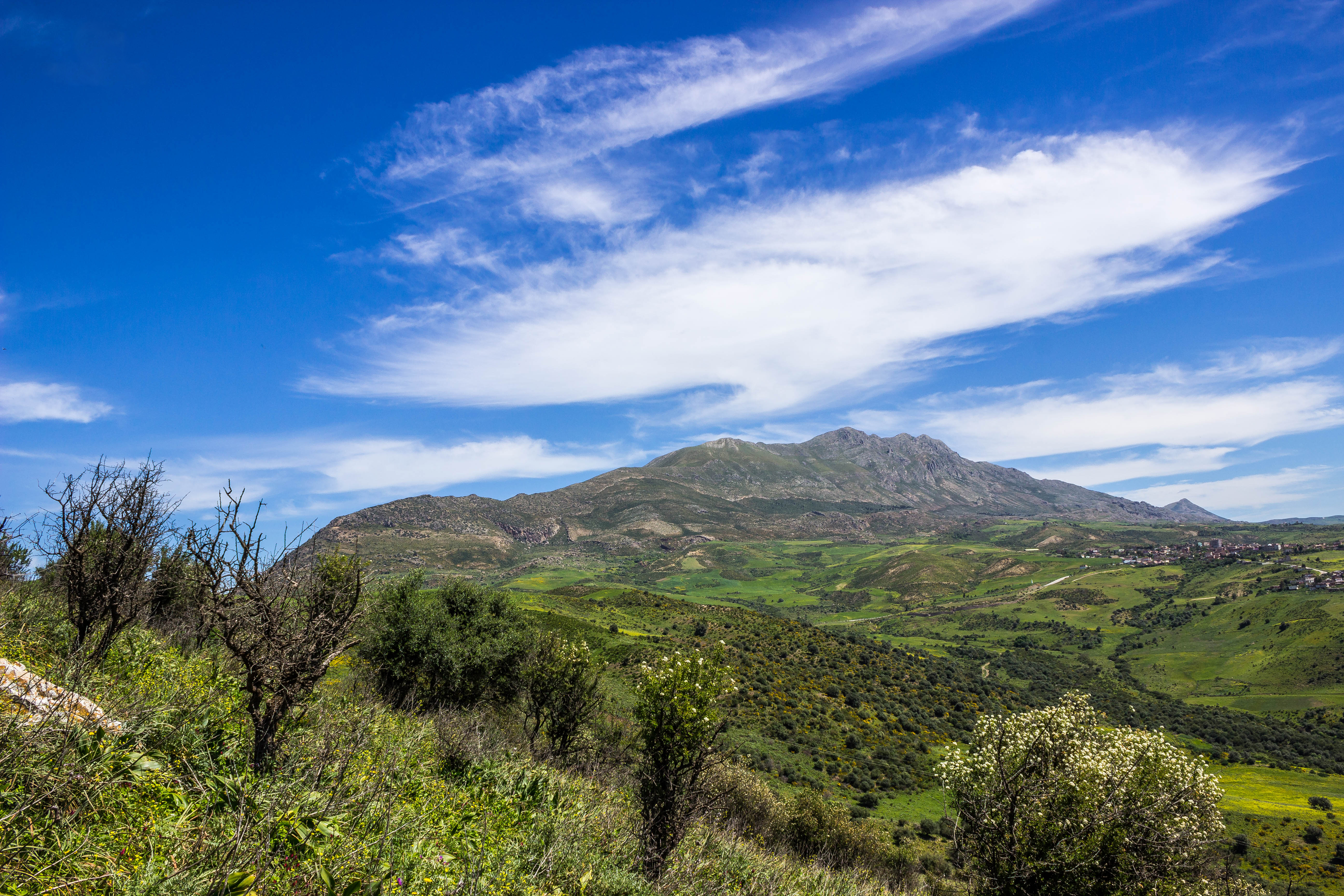
Le mont Aïcha à Mila.

La wilaya de Mila se caractérise par un relief varié et présente trois grandes zones distinctes :
- au nord, les montagnes et collines du Nord Constantinois : M’sid Aïcha, Zouagha et El-Halfa traversé par l'Oued-el-Kebir.
- au sud, les plaines fertiles de Milev, arrosées par le plus grand cours d'eau de l'Est algérien, le Rhummel.
- l'extrême Sud qui présente un relief des hauts plateaux.

### Climat
Le climat est humide au Nord, subhumide à semi-aride au centre et semi-aride au Sud. La pluviométrie varie entre 600 et 900 mm au nord de la wilaya (920 mm sur le mont de Msid Aïcha), entre 400 et 600 au centre de la wilaya et moins de 400 mm au sud. Un climat qui fait de la wilaya de Mila l'une des wilayas les plus humides du Tell Central algérien particulièrement adapté à la culture céréalière du blé dur.
La wilaya de Mila comporte aussi de très nombreuses sources d'eau souterraines et de nombreuses fontaines  dans la ville et commune chef-lieu de Mila. D'ailleurs l'une des plus célèbres fontaines de Mila, appelée Aïn Labled par les riverains, et qui remonte au IIIe siècle avant l'ère chrétienne à l'époque de l'empereur Constantin 1er, sous le règne duquel la cité romaine de Mila avait été construite, serait la seule source de l'Antiquité qui coule encore dans le monde.

### Hydrographie

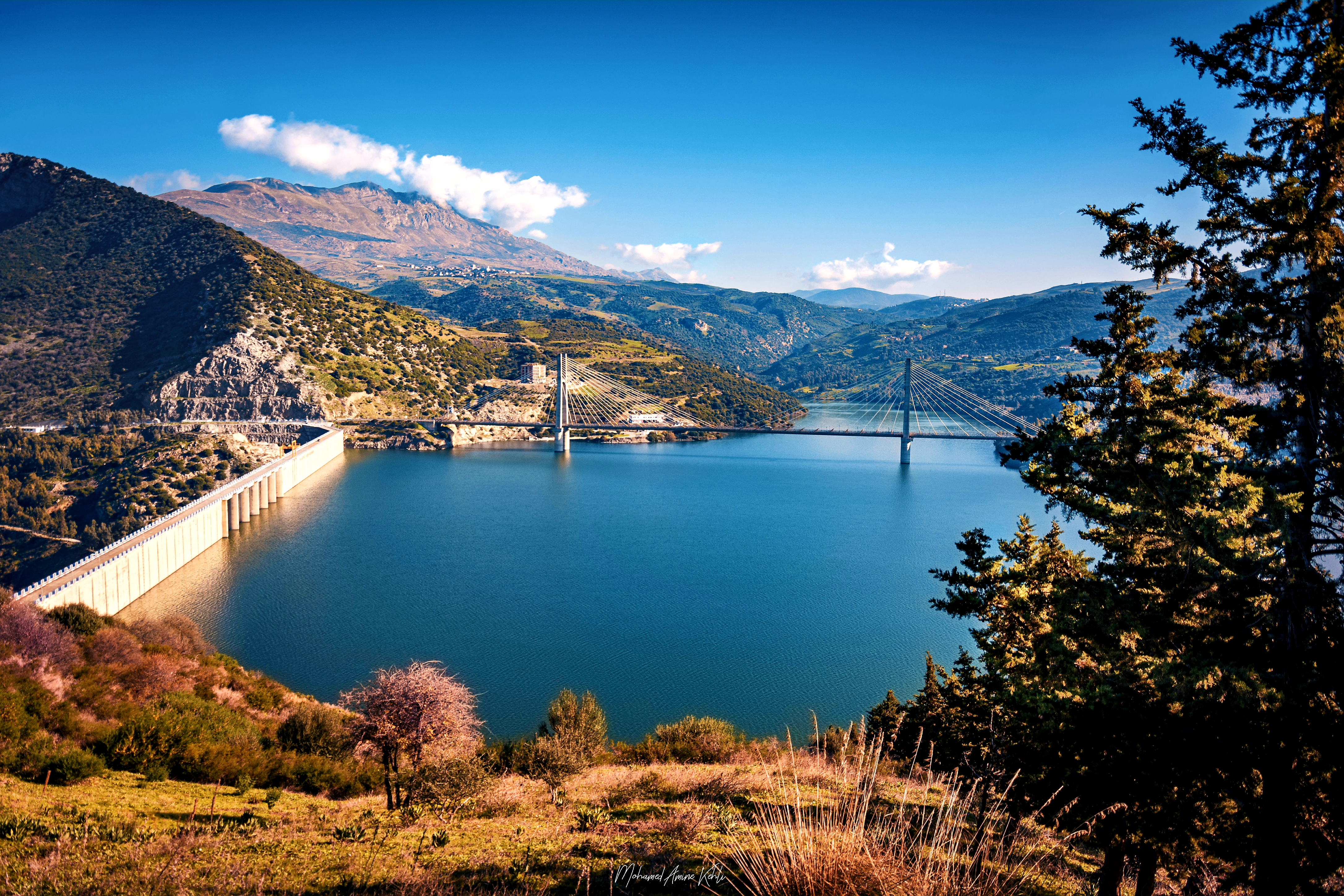
Vue du barrage de Beni Haroun

La wilaya de Mila abrite le plus grand barrage d'eau en Algérie, le barrage de Beni Haroun qui alimente une grande partie de l'est algérien en eau potable et en eau d’irrigation,. Les principaux cours d'eau sont Rhummel et Oued-El-Kebir. Elle abrite aussi le barrage d'Oued Athmania.

## Histoire
Au cours de la colonisation française de l'Algérie, le territoire de la wilaya faisait partie du Département de Constantine qui couvrait la totalité du Nord-Est Algérien s'étendant alors aux frontières tunisiennes. En 1956 lorsque le nouveau département de Constantine est réduit à la région de Constantine et à sa côte, la région de Mila y est entièrement intégrée. Le département couvrait alors 19 899 Km2 et possédait sept sous-préfectures : Mila, Aïn Beïda, Aïn M'lila, Collo, Djidjelli (Jijel), El Milia, et Philippeville (Skikda). Durant la Guerre d'Algérie, Mila fait partie de la  wilaya II historique : le Nord Constantinois, région militaire du FLN issue du découpage élaboré lors du congrès de la Soummam en 1956. 

Ce n'est que lors de la nouvelle division administrative algérienne de 1984, que la wilaya de Mila est créée avec la ville de Mila comme chef-lieu de la wilaya. La wilaya de Mila est ainsi issue du partage des 2 wilayas de Constantine et de Jijel ; la majeure partie de la wilaya étant issue de la wilaya de Constantine tandis qu'une partie du nord de la wilaya faisait anciennement partie de la wilaya de Jijel. La wilaya de Mila compte aujourd'hui, 32 communes pour 13 daïras.

## Culture
La wilaya de Mila faisait partie du Beylik de l'Est ou Beylik de Constantine à l’époque ottomane. Aujourd'hui la région dans son ensemble est arabophone et fait partie du Nord Constantinois. Les habitants du nord de la région (Pays des Kotama, Kabylie Orientale de l'ancien terme colonial donné par les Français très peu utilisé de nos jours) sont aussi appelés Kabyles hadra, peuple de montagnards berbères d'origine Kutama arabophones.
Tous les ans, à Fedj-M'Zala (Ferdjioua) et Mila, est célébré Yennayer (ou Ras El Hem), le nouvel an agraire berbère. Enfin le sud de la wilaya est peuplé de Chaouis.

## Organisation de la wilaya

### Walis
Le poste de wali de la wilaya de Mila a été occupé par plusieurs personnalités politiques nationales depuis sa création le 4 février 1984 par la loi no 84-09 qui réorganise le territoire algérien en portant le nombre de wilayas de trente et une à quarante-huit.
| N° | Wali                        | Début             | Fin               |
| -- | --------------------------- | ----------------- | ----------------- |
| 1  | Abdelkader Benayada         | 4 avril 1984      | 26 juillet 1989   |
| 2  | Mohamed Henni               | 26 juillet 1989   | 21 août 1991      |
| 3  | Louardi Abdessemed          | 21 août 1991      | 30 juin 1994      |
| 4  | Mourad Bouslama             | 30 juin 1994      | 27 juillet 1996   |
| 5  | Abdelaziz Benouareth        | 27 juillet 1996   | 22 août 1999      |
| 6  | Mokhtar Tahidousti          | 22 août 1999      | 17 août 2004      |
| 7  | Djamel Eddine Salhi         | 17 août 2004      | 30 septembre 2010 |
| 8  | Abderrahmane Kadid          | 30 septembre 2010 | 22 juillet 2015   |
| 9  | Abderrahmane Madani Fouatih | 22 juillet 2015   | 13 juillet 2017   |
| 10 | Ahmed Zine Eddine Ahmouda   | 13 juillet 2017   | 25 janvier 2020   |
| 11 | Abdelwahab Moulay           | 25 janvier 2020   | 14 septembre 2022 |
| 12 | Mustapha Koreich            | 14 septembre 2022 | en cours          |

### Daïras
La wilaya de Mila compte 13 daïras : 

### Communes
La wilaya de Mila compte 32 communes

## Économie
À vocation agricole, la wilaya de Mila fait partie des premières wilayas du pays en matière de production de céréales (3 millions de quintaux lors de la saison 2020-2021) et de lentilles (600 000 quintaux). Elle est leader en production d'ail, couvrant près de 60% des besoins nationaux. Cette production occupe plus de 3 000 hectares et a permis la récolte de 1,7 million de quintaux d'ail lors de la saison 2022-2023.
Quant au secteur industriel, il se concentre au niveau des zones d'activités suivantes :  les deux zones d’activité de Chelghoum-Laïd, la zone industrielle d’Oued Athmania, la zone d’activité de Tadjenanet, celles de Ferdjioua et de Téleghma. Une usine Henkel Algérie, spécialisée dans la production de détergents en poudre, se situe au sein de la zone industrielle de Chelghoum-Laïd. L'usine Sonaric (Société nationale de réalisation et de gestion des industries connexes) est localisée dans la commune de Ferdjioua. Spécialisée dans la fabrication des chauffages, chauffe-bains, chaudières à gaz et cuisinières, elle produit 60 000 unités par an et compte 239 employés. L'unité de production des Moulins Beni Haroun du groupe Agrodiv produit annuellement près de 486 000 quintaux de semoule et plus de 413 000 quintaux de farine.
Le 23 août 2023, le ministre de l’Industrie et de la Production pharmaceutique, Ali Aoun, a inauguré sur le territoire de la wilaya une usine de fabrication de panneaux solaires et une entreprise pharmaceutique de production de matériel médical, BMDT.

## Santé
- Hôpital Mohamed Medahi.
- Hôpital d'Oued Athmania.
- Hôpital des frères Maghlaoui.
- Hôpital des frères Tobal.
- Hôpital de Chelghoum Laïd.
- Hôpital spécialisé en psychiatrie d'Oued Athmania   .
- Établissement public de sante de proximité (EPSP) Mila
- Epsp Tadjnanet.
- Epsp Chelghoum Laid.
- Epsp Ferdjioua.
- Epsp Ain Beida Ahriche.

## Éducation
La wilaya de Mila dispose de nombreux établissements d'éducation et de formation professionnelle qui sont repartis sur l'ensemble du territoire de la wilaya. Aussi, la wilaya dispose du centre universitaire Abdelhafidh Boussouf, qui est le premier établissement d'enseignement supérieur de la wilaya. Le centre universitaire a ouvert ses portes au début de l'année universitaire 2008-2009, et compte aujourd'hui plus de 10000 étudiants

## Tourisme

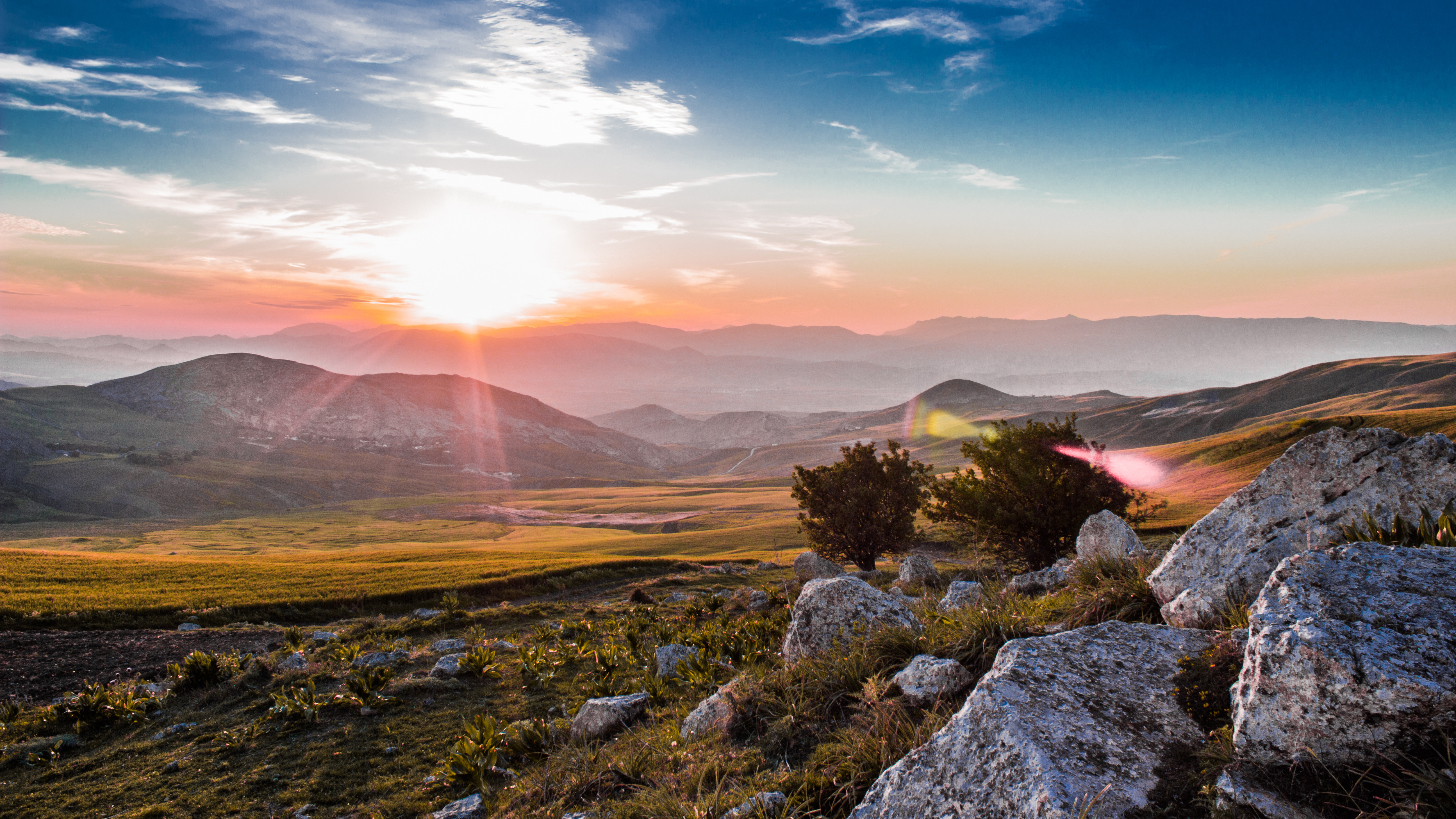
Un paysage naturel à Ouled El Kayam, Mila.

Mechta El Arbi, distante de la ville Chelghoum Laid d'environ 8 km, est connue en Amérique du Nord à travers le crâne d'un Homo sapiens découvert dans la région et exposé dans un musée de l'État du Massachusetts.